# Jason Orange

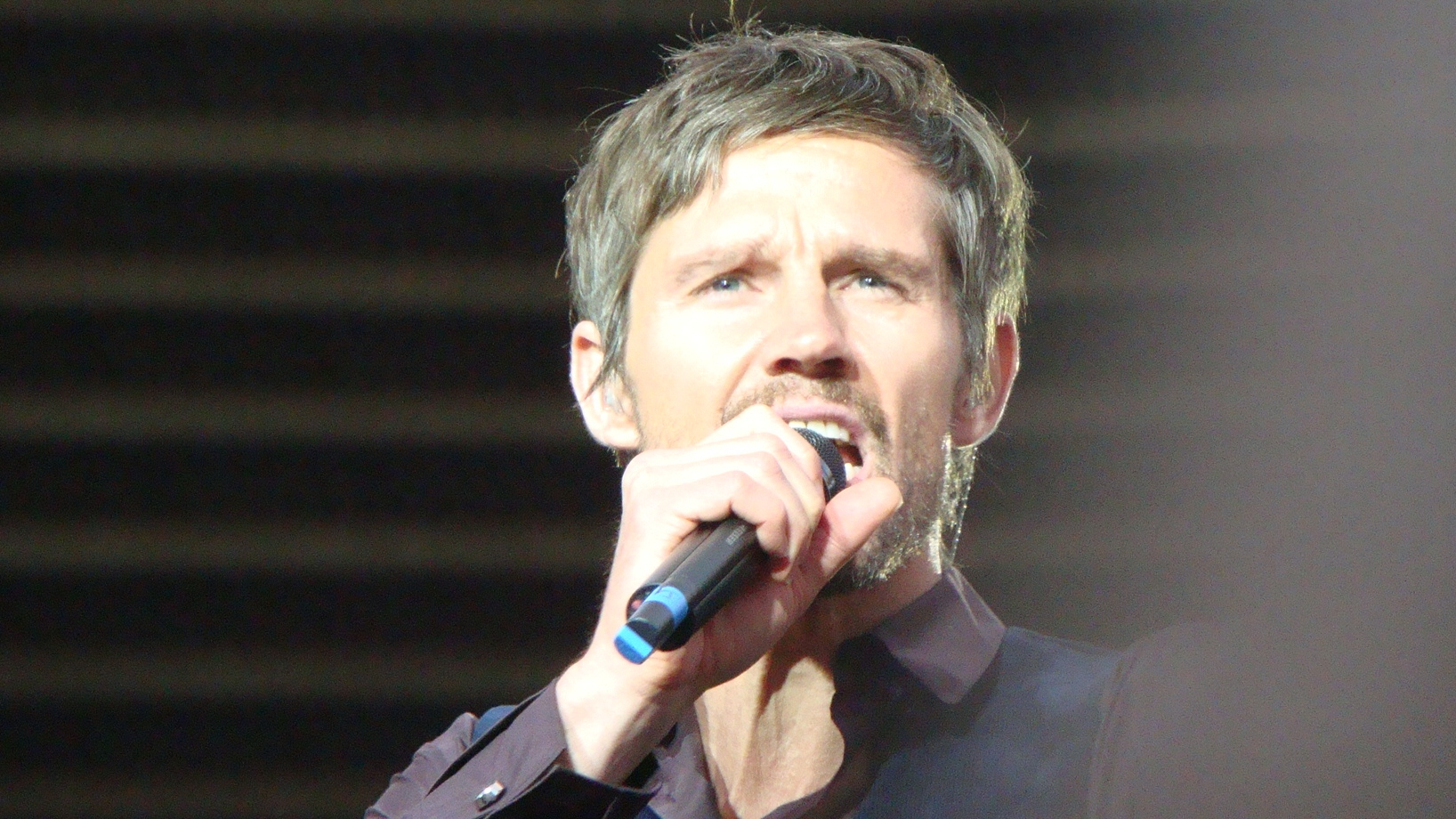
Jason Orange (2011)

Jason Thomas Orange (* 10. Juli 1970 in Manchester) ist ein britischer Tänzer, Sänger, Theaterschauspieler und ehemaliges Mitglied der Popband Take That.

## Leben und Karriere
Jason Orange wurde am 10. Juli 1970 im Crumpsall Hospital (Manchester, Lancashire, England), rund 20 Minuten vor seinem Zwillingsbruder Justin geboren. Er ist damit der zweitälteste von insgesamt sechs Brüdern: Simon, Justin, Dominik, Samuel und Oliver, mit denen er einige Jahre im mormonischen Glauben erzogen wurde. Heute gehört er dieser Glaubensgemeinschaft nicht mehr an. Nach der Scheidung der Eltern wuchs er mit seinen Brüdern bei seiner Mutter Jennifer auf, die als Arzthelferin in einer Arztpraxis arbeitete. Aus der neuen Beziehung seines Vaters Tony hat er noch zwei Halbschwestern.
Bevor er sich im Jahr 1990 der Boygroup Take That anschloss, arbeitete er tagsüber als Maler und Anstreicher in einem kommunalen Ausbildungsprogramm für Jugendliche in Manchester. Gleichzeitig besaß er ein festes Engagement als Clubtänzer in der berühmten britischen Late Night Club Show „The Hitman and Her“ mit Pete Waterman und Michaela Strachan.
Als sich Take That im April 1996 auflöste, versuchte er sich nach einem Sabbatjahr zunächst als Schauspieler und trat unter anderem in Theaterstücken auf. So war er beispielsweise 1999 in „Gob“ zu sehen, einer Produktion von Jim Kenworth im King’s Head Theatre in London. Anschließend besuchte er dann von 2001 bis 2003 das South Trafford College in Manchester, wo er zunächst seinen Schulabschluss nachholte (A-Levels mit Schwerpunkt Englisch; Abschluss vergleichbar mit dem Abitur) und dann Universitäts-Vorkurse in Psychologie, Biologie, Geschichte und zu verschiedenen Lerntechniken belegte. Letztendlich begann er dann aber kein Universitätsstudium.
Bei der Wiedervereinigung von Take That im Jahr 2005 war Orange dabei, zusammen mit Gary Barlow, Howard Donald und Mark Owen. Er verließ die Gruppe im Jahr 2014, während der Anfangsphase der Produktion des siebten Studioalbums der Band. Dieses erhielt daraufhin den Titel „III“ als Verdeutlichung der erneut veränderten Zusammensetzung der Gruppe, die fortan nur noch aus drei Mitgliedern besteht – Barlow, Donald und Owen. Seit 2014 hat sich Orange weitestgehend aus der Öffentlichkeit zurückgezogen.
Orange ist mittlerweile beruflich in der Immobilienbranche tätig.

### Privates
In den 1990er-Jahren war Orange zeitweise mit der Moderatorin Jenny Powell liiert. Schlagzeilen machte im Jahr 1995 zudem eine kurze Romanze mit einem britischen Aktmodel. Von März 2011 bis Februar 2012 war er mit der Schauspielerin Catherine Tate liiert. Er schirmt sein Privatleben stets von der Öffentlichkeit ab, mit Ausnahme weniger Paparazzi-Aufnahmen zwischen 2005 und 2011 mit jeweils anderen Begleiterinnen ist nichts außer den oben genannten Beziehungen bekannt.
Jason Orange ist ledig, hat keine Kinder und lebt in London.

## Filmografie
- 1998: Killer Net (Fernsehserie, 3 Folgen)
- 2013: Shameless (Fernsehserie, 1 Folge)

### Diskografie
siehe Take That/Diskografie